# USS Oregon (BB-3)
O USS Oregon foi o terceiro e último membro da classe Indiana, família de encouraçados pré-dreadnought fabricados para a Marinha dos Estados Unidos na década de 1890. Os três navios foram construídos como parte de um programa de modernização, que visava fortalecer e preparar a frota americana para um possível conflito com uma marinha europeia. Projetado para operações de curto alcance, Oregon tinha um bordo livre baixo e carregava uma bateria principal de quatro canhões de 330 milímetros em um par de torres. Oregon e seus navios irmãos foram os primeiros encouraçados modernos dos Estados Unidos, porém sofriam de problemas significativos de estabilidade e navegação devido ao seu tamanho pequeno e borda livre insuficiente.
Depois de entrar em serviço em 1896, serviu brevemente com o Esquadrão do Pacífico antes de ser transferido para a Costa Leste dos Estados Unidos, quando as tensões com a Espanha sobre Cuba cresceram, no início de 1898. Ele completou a viagem pela América do Sul no período de 66 dias, chegando logo após o início da Guerra Hispano-Americana e de percorrer mais de 26 mil quilômetros. Posteriormente participou do bloqueio de Santiago de Cuba, que culminou na Batalha de Santiago de Cuba, em 3 de julho, onde contribuiu para a destruição da esquadra espanhola naquele país. Após a guerra foi movido para o Esquadrão Asiático, servindo durante a Guerra Filipino-Americana e a Rebelião dos Boxers, na China Qing. O navio voltou aos Estados Unidos em 1906, quando foi desativado e colocado na reserva pelos cinco anos posteriores, período em que foi modernizado.
Reativado em 1911, passou os anos seguintes navegando na costa oeste dos Estados Unidos, frequentemente entrando e saindo de serviço. Durante a intervenção aliada na Guerra Civil Russa, em 1918, escoltou um comboio para a expedição siberiana. O navio foi desativado em 1919 e os esforços de entusiastas navais no início da década de 1920 levaram a Marinha a emprestar o Oregon para seu estado homônimo, como navio-museu. Após o início da Segunda Guerra Mundial, a Marinha decidiu no final de 1942 demolir o navio para o esforço de guerra, mas depois do início dos trabalhos solicitou sua devolução para uso como um hulk (casco armazenando munições) para a próxima invasão de Guam, em 1944. Ele permaneceu fora da ilha até meados da década de 1950, antes de ser vendido como sucata e desmantelado no Japão, em 1956.

## Projeto
No final da década de 1880, os comandantes seniores da Marinha dos Estados Unidos começaram a planejar a possibilidade de um conflito com uma potência naval europeia, chegando à conclusão de que uma força de encouraçados de curto e longo alcance seria necessária para defender o país. O Congresso concordou em começar a modernizar a Marinha e autorizou três pequenas embarcações - o encouraçado Texas e os cruzadores blindados Maine e New York. Três outros navios, a classe Indiana, foram autorizados em 1890; estes seriam a primeira parcela de encouraçados de curto alcance a atender os planos da Marinha. Os navios provaram ser uma decepção em serviço, pois estavam muito acima do peso após a conclusão, sua borda livre baixa dificultava as operações no mar, além de péssima manobrabilidade. Eles foram, no entanto, os primeiros encouraçados modernos da frota americana.

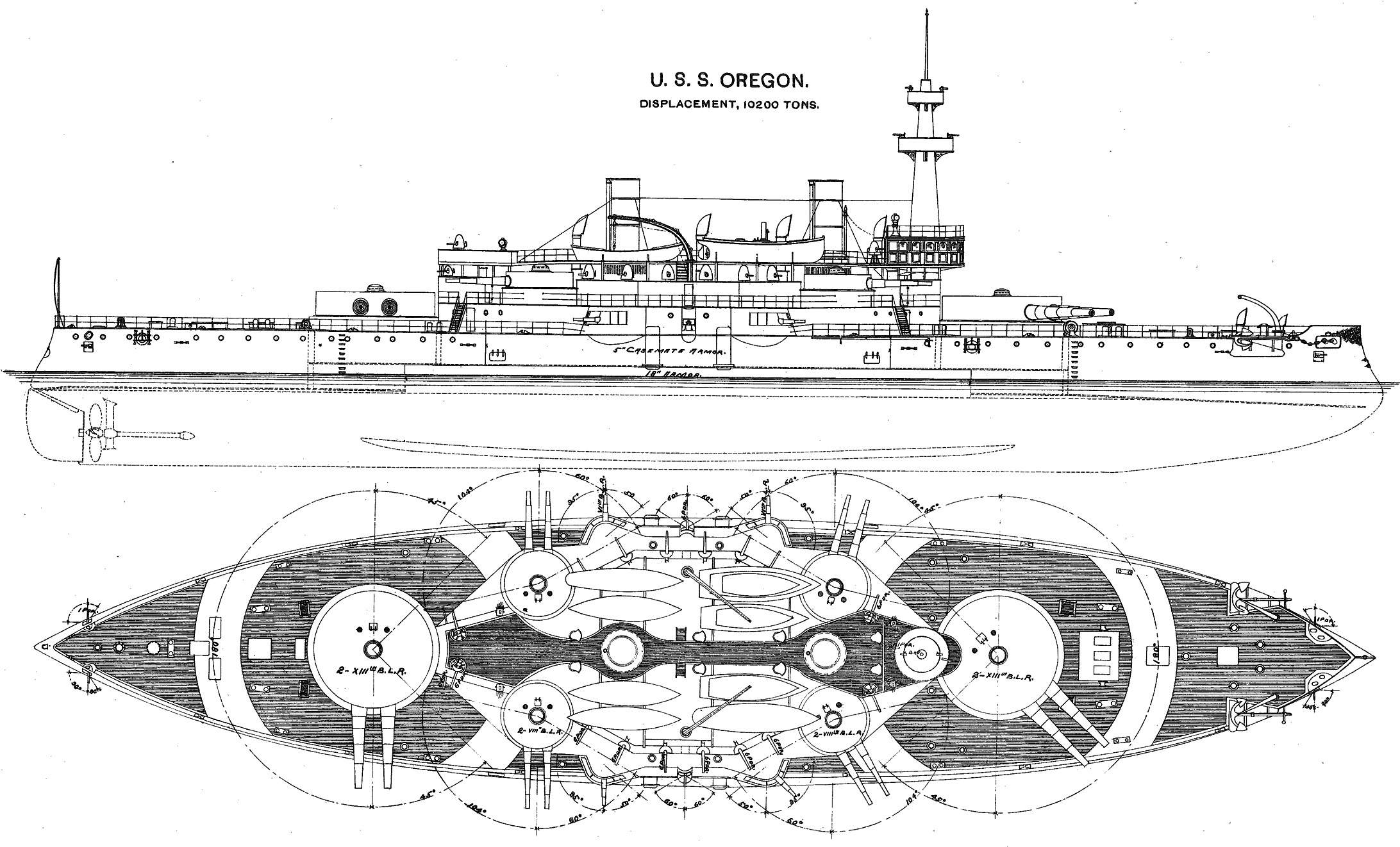
Ilustração superior e perfil de Oregon

Oregon tinha 107 metros de comprimento total, boca de 21 metros e um calado de 7 metros. Deslocava 10 453 toneladas, conforme projetado, e até 11 876 toneladas em plena carga. O navio era movido por motores a vapor de expansão tripla de dois eixos, avaliados em 9 mil cavalos de potência, e quatro caldeiras flamotubulares movidas a carvão, gerando uma velocidade máxima de quinze nós. Tinha um alcance de 10 450 quilômetros a uma velocidade de dez nós. Conforme construído, ele foi equipado com um mastro militar pesado, posteriormente complementado por um mastro de gaiola de popa em 1910–1911. Sua tripulação era de 32 oficiais e 441 homens alistados, que aumentaram de 586 para 636, entre oficiais e alistados, após modernizações.
O navio estava armado com uma bateria principal de quatro canhões de 330 milímetros em duas torres gêmeas na linha central, uma à frente e uma à ré. A bateria secundária consistia em oito canhões de 203 milímetros, que foram colocados em quatro torres gêmeas. Estes foram suportados por uma bateria de seis canhões de 150 milímetros em uma bateria de casamata à meia-nau. Para defesa de curto alcance contra torpedeiros, ele carregava vinte canhões de 6 libras e seis canhões de 1 libra em montagens individuais. Como era padrão para os navios capitais da época, o Oregon carregava tubos de torpedo de 457 milímetros em montagens acima da água, embora o número deles não seja claro. De acordo com Conway's All the World's Fighting Ships e o US Navy's Dictionary of American Naval Fighting Ships, ele foi equipado com seis tubos, embora o historiador naval Norman Friedman afirme que ele foi encomendado com sete, mas completado com cinco.
O cinturão blindado do Oregon tinha 457 milímetros de espessura sobre os depósitos e salas de máquinas, que foi reduzido para 102 milímetros na proa e na popa. As torres de canhão da bateria principal tinham 432 milímetros de espessura nos lados, com as barbetas de suporte tendo a mesma espessura da placa de blindagem em seus lados expostos. As torres de 203 milímetros tinham 152 milímetros de blindagem e a bateria casamatada com chapas de 127 milímetros de espessura. A torre de comando tinha 254 milímetros de blindagem em seus lados.

## Histórico de serviço

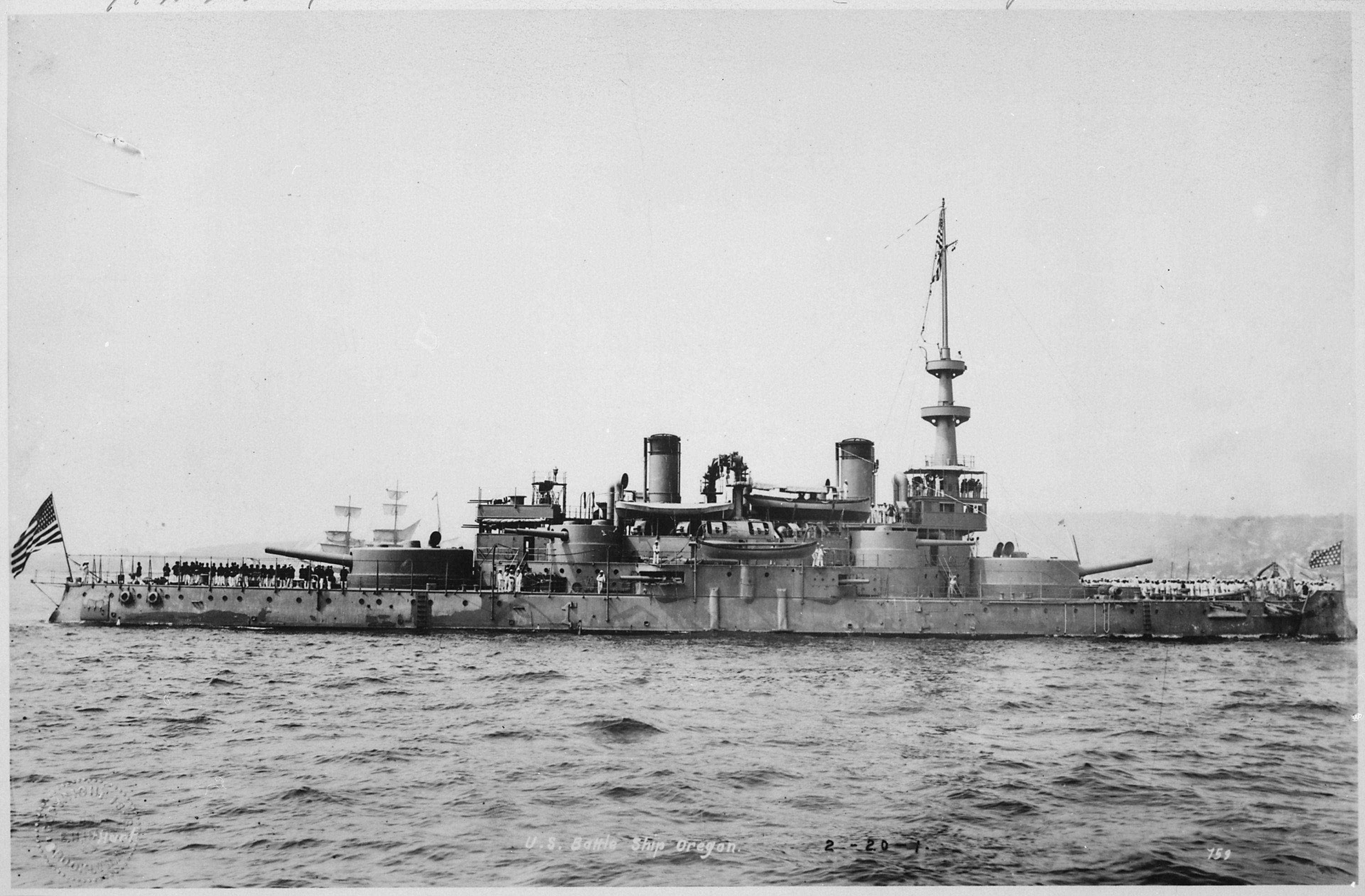
USS Oregon em 1898

O Congresso autorizou três encouraçados da classe Indiana em 30 de junho de 1890, tendo especificado que um dos navios seria construído na costa oeste dos Estados Unidos. Portanto, depois que os dois primeiros navios - Indiana e Massachusetts - foram concedidos à William Cramp & Sons, da Filadélfia, o contrato para o terceiro foi dado à Union Iron Works, em San Francisco. Sua quilha foi batida em 19 de novembro de 1891 e seu casco foi lançado em 26 de outubro de 1893. Depois de equipado, foi comissionado na frota em 15 de julho de 1896, quando completou os testes de mar como parte do Esquadrão do Pacífico, onde serviu no ano seguinte. Em 15 de fevereiro de 1898, o cruzador blindado Maine explodiu em Havana, Cuba, durante um período de crescente tensão entre os Estados Unidos e a Espanha, que possuía Cuba como parte de seu império colonial. Oregon, que estava em doca seca na época, foi reflutuado no dia seguinte e colocado sob o comando do capitão Charles Edgar Clark. Os relatórios iniciais culparam uma mina naval espanhola e, à medida que a ameaça de guerra entre os dois países crescia, o Oregon recebeu ordens para navegar à costa leste dos Estados Unidos a fim de fortalecer o Esquadrão do Atlântico Norte. Ele navegou para o sul, rumo a San Francisco, Califórnia, para carregar munição em 9 de março, partindo dez dias depois numa longa viagem pela América do Sul, uma distância de cerca de 25 900 quilômetros. Chegou a Callao, Peru, em 4 de abril, onde foi abastecido com uma nova carga de carvão, antes de continuar a viagem.
Clark decidiu pular a parada programada de carvão em Valparaíso, Chile, optando por seguir diretamente para o Estreito de Magalhães, onde chegou em 16 de abril. Uma forte tempestade complicou sua passagem pelas águas perigosas e ele foi forçado a lançar âncora durante a noite, para evitar encalhar, mas chegou a Punta Arenas, no Chile, na manhã seguinte. Lá, ele se juntou à canhoneira Marietta, que também estava a caminho para se juntar ao Esquadrão do Atlântico Norte. Depois que ambos os navios reabasteceram seus estoques de carvão, partiram para o Rio de Janeiro, Brasil, em 21 de abril; falsos rumores de um torpedeiro espanhol na área mantiveram as tripulações dos navios em seus postos. Chegaram ao Rio de Janeiro no dia 30 de abril, onde souberam do estado de guerra entre os Estados Unidos e a Espanha. Eles partiram em 4 de maio, pararam brevemente em Salvador, Bahia, e então receberam mais uma carga de carvão em Barbados, em 18 de maio. Oregon chegou a Júpiter, Flórida, em 24 de maio, onde conheceu outros elementos do Esquadrão do Atlântico Norte. Durante a viagem, que durou sessenta e seis dias. Um resultado de longo prazo desta viagem, que recebeu ampla cobertura da imprensa, foi a pressão pública para a construção de um Canal no Panamá, objetivando encurtar futuros reposicionamentos transoceânicos.

### Guerra Hispano-Americana
O Oregon partiu para Key West em 26 de maio, onde se juntou ao restante do Esquadrão do Atlântico Norte, sob o comando do Contra-Almirante William T. Sampson. A essa altura, o Esquadrão Voador, sob o comando do Comodoro Winfield Scott Schley, localizou o esquadrão espanhol que havia navegado para Cuba, no início da guerra, bloqueando-o em Santiago de Cuba. A esquadra espanhola era comandada pelo contra-almirante Pascual Cervera y Topete e composta pelos cruzadores blindados Infanta Maria Teresa, Cristóbal Colón, Vizcaya, Almirante Oquiendo e pelos contratorpedeiros Plutón e Furor. Oregon saiu daquele porto em 1 de junho e, ao longo do mês, participou de bombardeios contra posições espanholas pela cidade e ajudou a manter o bloqueio.

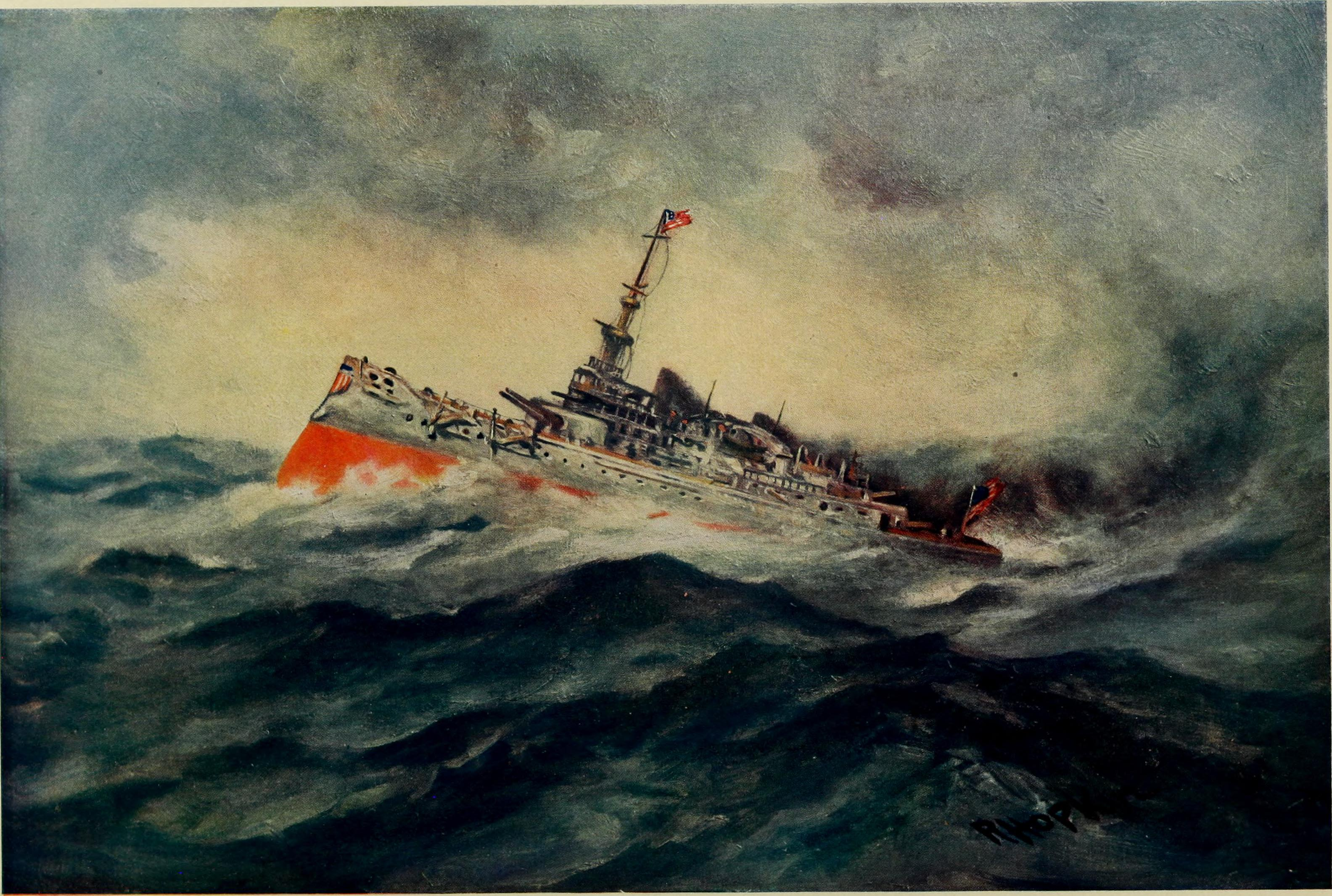
Pintura do Oregon passando pelo Cabo Horn a caminho do Caribe

Às 08h45 do dia 3 de julho, Cervera fez uma surtida com sua bandeira a bordo do Infanta Maria Teresa, seguido por Cristóbal Colón, Vizcaya e Almirante Oquendo, com os dois contratorpedeiros fechando a retaguarda. Os espanhóis liberaram o ancoradouro às 09h35; felizmente para os espanhóis, Nova York, a nau capitânia de Sampson, estava fora de posição na época e Massachusetts estava reabastecendo seu carvão na Baía de Guantánamo. Vigias a bordo do cruzador blindado Brooklyn avistaram Cervera, se aproximaram e dispararam um de seus canhões para alertar os outros navios americanos, que rapidamente ordenaram que suas tripulações fossem para o quartel-general, dando início à Batalha de Santiago de Cuba. Enquanto os navios espanhóis tentavam romper o bloqueio e rumar para o oeste, Cervera atacou o Brooklyn com a Infanta Maria Teresa para atrasar a perseguição americana e dar a seus outros navios tempo para escapar. As baterias costeiras espanholas também contribuíram com seu fogo no primeiro estágio da batalha, mas tiveram pouco efeito.
O Oregon assumiu a liderança na perseguição que se seguiu, pois era o único grande navio americano com boa pressão de vapor quando a batalha começou. O cruzador Brooklyn, que estava logo atrás, perdeu dois de seus quatro motores, mas ainda conseguiu atingir dezessete nós. Pesados tiros americanos incendiaram o Infanta Maria Teresa e, temendo a explosão de um dos seus depóstidos, às 10h25 Cervara ordenou que encalhassem o navio. O capitão do Almirante Oquendo deu instruções semelhantes cinco minutos depois, pois seu navio também estava em chamas. Da mesma forma, Vizcaya foi forçado a encalhar logo em seguida, hasteando bandeira branca às 10h36. Enquanto isso, os dois contratorpedeiros espanhóis também foram seriamente danificados pelos encouraçados americanos; Indiana quase partiu Plutón ao meio com um projétil proveniente de seus canhões de 330 milímetros, forçando-o a encalhar, onde explodiu. E o Furor foi atacado pelas baterias secundárias de Oregon, Iowa e Indiana, levando sua tripulação a se render à canhoneira Gloucester.
Apenas o Cristóbal Colón, que tinha percorrido onze quilômetros, ainda estava correndo para o oeste. Oregon e Texas seguiram o Brooklyn enquanto perseguiam Cristóbal Colón; os americanos alcançaram lentamente o cruzador espanhol em fuga e o enfrentaram à longa distância. Cristóbal Colón, que não havia sido equipado com seu armamento principal antes de ser enviado a Cuba, não conseguiu responder ao fogo e seu comandante percebeu a posição desesperadora em que se encontrava. Às 13h20 virou para a costa e içou sua bandeira, indicando sua rendição, com a tripulação afundando o navio. Oregon não foi atingido na ação, em grande parte devido à má pontaria do tiro espanhol. Com a destruição do esquadrão de Cervera e os sucessos americanos em Cuba e nas Filipinas, a Espanha pediu a paz em 17 de julho e a guerra terminou em 12 de agosto, com o Tratado de Paris.

### Esquadrão Asiático
Após a guerra, o Oregon foi para Nova York para uma reforma, após a qual foi designado para o Esquadrão Asiático, em outubro. Ele chegou a Manila, nas Filipinas, em 18 de março de 1899 e operou lá no ano seguinte durante a Guerra Filipino-Americana. Nesse período, ele ajudou no bloqueio de Manila e do Golfo de Lingayen e apoiou a captura da cidade de Vigan. Em 13 de fevereiro de 1900, Oregon partiu para uma visita ao Japão, que durou até maio, quando partiu para Hong Kong. Naquela época, a Rebelião dos Boxers havia estourado na China Qing, e o navio recebeu ordens de partir para Taku, China, em 23 de junho para reforçar as forças da Aliança das Oito Nações que lá estavam reunidas. Ao passar pelo Estreito de Bohai, em 28 de junho, atingiu uma rocha desconhecida, encalhando com força, ali permanecendo por uma semana, antes de voltar a flutuar, em 5 de julho. Após concluir os reparos temporários, partiu para Kure, no Japão, para ser ancorado para reparos permanentes, em 17 de julho.
O Oregon voltou às operações em 29 de agosto, ao longo da costa da China. Ele patrulhou a foz do rio Yangtze e ficou ancorado em Wusong, Xangai, até 5 de maio de 1901. Naquele dia retornou aos Estados Unidos para uma reforma, navegando primeiro para Yokohama, no Japão, e depois para Honolulu, no Havaí. De lá navegou para San Francisco, onde chegou em 12 de junho. Navegou então para o norte, até o Puget Sound Navy Yard, onde chegou em 6 de julho, lá permanecendo por um ano e meio, antes de novamente partir, no início de 1903, para a China. Chegou a Hong Kong em 18 de março e, nos três anos seguintes, serviu no Esquadrão Asiático, visitando portos na China, Japão e Filipinas. O período passou sem intercorrências para Oregon. Voltou aos Estados Unidos em fevereiro de 1906, sendo desativado em Puget Sound, em 27 de abril.

### Carreira posterior

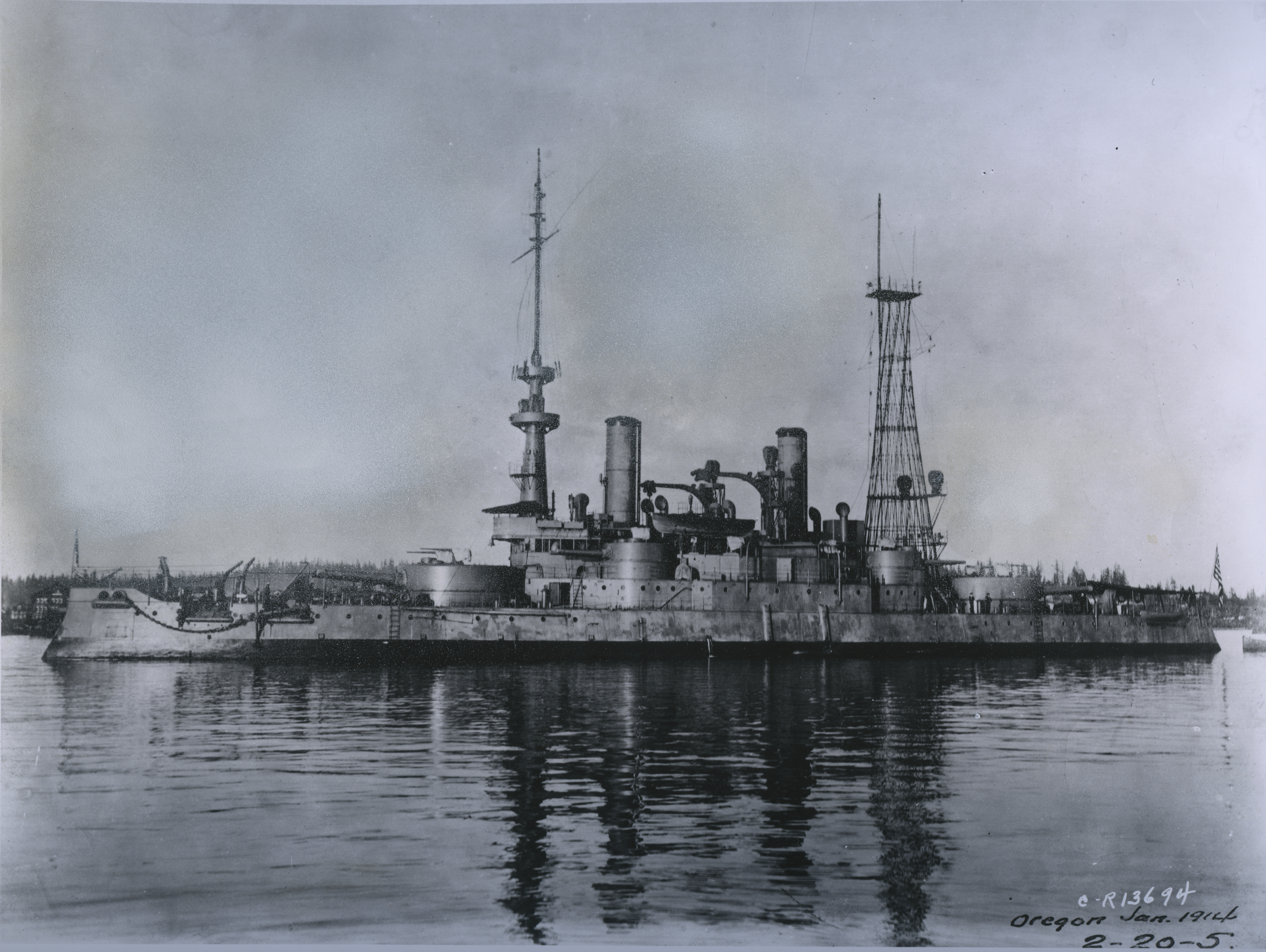
Oregon em janeiro de 1914

O navio permaneceu fora de serviço nos cinco anos seguintes. Recebeu uma modernização mínima durante seu período na reserva, que incluiu a instalação de um mastro principal em gaiola. Ele também teve suas armas de 152 milímetros de disparo lento removidas, tendo uma bateria de doze canhões de 76 milímetros instalada para melhorar suas defesas contratorpedeiros, que cresceram em tamanho e potência desde sua construção. Estes foram colocados em montagens individuais, com quatro em uma bateria aberta no topo do convés no meio do navio, um em cada torre de 203 milímetros e dois nas torres de 330 milímetros cada. Seu tamanho pequeno e conveses apertados impediram a modernização mais completa de sua superestrutura, semelhante à recebida pelos encouraçados pré-dreadnought americanos posteriores.
Em 29 de agosto de 1911, o Oregon foi recomissionado, mas permaneceu designado para a frota de reserva até outubro, quando partiu para San Diego, Califórnia. Nos dois anos seguintes cruzou a costa oeste, mas não viu nenhum evento digno de nota. Ele foi colocado "em comum" ("reserva não oficial") em 9 de abril de 1913, em Bremerton, Washington, antes de ser formalmente devolvido à frota de reserva em 16 de setembro de 1914, embora permanecesse em comissão parcial. Foi totalmente comissionado novamente em 2 de janeiro de 1915, a fim de participar da Exposição Internacional Panamá-Pacífico, em San Francisco. Foi novamente reduzido à frota de reserva em 11 de fevereiro de 1916, permanecendo lá até 7 de abril de 1917, embora ainda em serviço parcial. Este período foi passado em San Francisco e, em 7 de abril, voltou a funcionar em pleno, tendo os Estados Unidos entrado na Primeira Guerra Mundial no dia anterior. Ele não viu nenhuma atividade durante a guerra, mas foi usado para escoltar os navios de tropas que transportavam a força da expedição siberiana, que interveio na Guerra Civil Russa, em 1918.
Depois de retornar da Rússia, o Oregon foi desativado novamente em 12 de junho de 1919, antes de ser recomissionado brevemente de 21 de agosto a 4 de outubro. Nesse período, ele hospedou o presidente Woodrow Wilson, durante uma revisão da Frota do Pacífico, quando esta chegou a Seattle, Washington. Ele recebeu o número de casco "BB-3" em 17 de julho de 1920, quando a Marinha adotou o sistema. A partir de 1921, um grupo de entusiastas navais iniciou em uma campanha para preservar o Oregon como um navio-museu, a ser baseado em algum lugar de seu estado homônimo. O Tratado Naval de Washington, assinado em 1922, exigia que o Oregon fosse desmilitarizado, e ele foi desarmado em 1923, sendo declarado em conformidade com os termos do tratado em 4 de janeiro de 1924. Ele foi listado no Registro Naval como uma relíquia "não classificada". A Marinha emprestou o navio ao Oregon em junho de 1925, e ele foi atracado em Portland e restaurado como um navio-museu.

### Destino

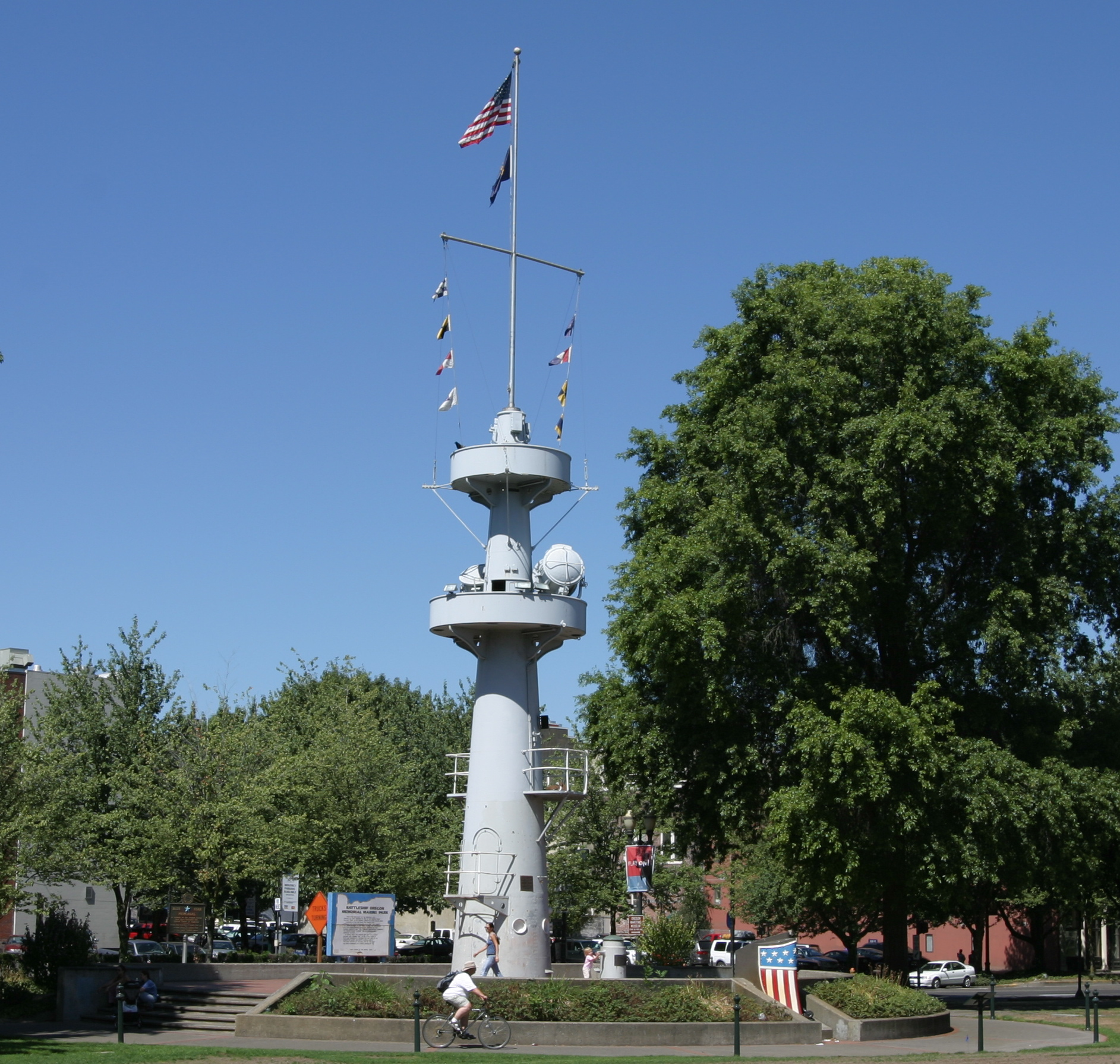
Mastro do Oregon em Portland, Oregon.

Oregon foi redesignado com o casco número IX-22 em 17 de fevereiro de 1941, após os Estados Unidos entraram na Segunda Guerra Mundial, com o ataque japonês a Pearl Harbor, em 7 de dezembro de 1941. A Marinha então determinou que o Oregon deveria ser vendido como sucata para liberar recursos ao esforço de guerra. Ele foi, portanto, retirado do Registro Naval em 2 de novembro de 1942 e foi vendido para desmanche em 7 de dezembro. Em março de 1943 foi rebocado para Kalama, Washington, para ser desmontado, mas depois que o trabalho começou, a Marinha decidiu que o Oregon seria útil durante a planejada reconquista de Guam, agendada para meados de 1944, seja como um casco de armazenamento ou como um quebra-mar. A armada solicitou que os disjuntores parassem após a limpeza da superestrutura e a remoção de seus acessórios e equipamentos internos, para devolvê-lo. Ele foi então carregado com munição para apoiar as forças na Batalha de Guam e rebocado para lá como parte da frota de invasão.
O navio permaneceu atracado em Guam até vários anos após a guerra, encerrada em 1945. Na noite de 14 para 15 de novembro de 1948, o Oregon se soltou das correntes, durante o tufão Agnes, e se afastou. Depois de extensas buscas, aeronaves localizaram a embarcação à deriva a cerca 930 quilômetros à sudeste de Guam. O navio foi rebocado de volta, onde permaneceu até 1956, quando em 15 de março foi vendido para a Massey Supply Corporation, que por sua vez o revendeu para a Iwai Sanggo Company, de Kawasaki, Japão. Ele foi então rebocado para lá e finalmente demolido.
Várias partes do navio permanecem em Portland; seu mastro foi erguido em 1956, no Tom McCall Waterfront Park e sua roda está na coleção da Oregon Historical Society. Ambos os funis também sobreviveram, mas não estão em exibição pública.